# Макки, Колин
Ко́лин Макки́ (англ. Colin McKee; 22 августа 1973) — шотландский футболист, нападающий. Футбольную карьеру начал в английском клубе «Манчестер Юнайтед», впоследствии выступал за ряд шотландских клубов, в том числе «Килмарнок».

## Футбольная карьера
Воспитанник футбольной академии «Манчестер Юнайтед», за которую выступал с июня 1989 года. Скауты «Манчестер Юнайтед» заметили его во время выступлений за школьную сборную Шотландии. В мае 1991 года подписал с «Манчестер Юнайтед» профессиональный контракт. В 1992 году помог команде выиграть Молодёжный кубок Англии, обыграв в финальном матче «Кристал Пэлас». В той команде, помимо Макки, сыграли будущие легенды «Манчестер Юнайтед» — Гари Невилл, Ники Батт, Дэвид Бекхэм, Райан Гиггз.
В январе 1993 года, не сыграв ни одного матча за «Манчестер Юнайтед», отправился в аренду в «Бери». Провёл за команду два матча. По итогам сезона 1992/93 получил награду Дензила Харуна лучшему резервисту года. 8 мая 1994 года провёл свой единственный матч в основном составе «Манчестер Юнайтед»: это была игра Премьер-лиги против «Ковентри Сити».
В сентябре 1994 года был продан в шотландский клуб «Килмарнок» вместе с Нилом Уитуортом за общую сумму в размере 350 000 фунтов. В «Килмарноке» Макки провёл три года, сыграв 78 матчей (два из которых в Кубке Шотландии) и забил 12 голов. В октябре 1997 года покинул шотландскую команду в качестве свободного агента.
В марте 1998 года на протяжении месяца выступал за шотландский «Партик Тисл». В июне того же года стал игроком клуба «Фалкирк» из Фолкерка, но провёл за него только 4 матча и в октябре 1998 года вновь стал свободным агентом.
Сезон 1998/99 начал в составе клуба «Куин оф зе Саут», после чего перешёл в «Росс Каунти». Летом 1999 года стал игроком клуба «Стерлинг Альбион», но вновь не задержался в нём надолго. В 1999 году выступал на правах аренды за исландский клуб «Викингур». В 2000 году перешёл в «Куинз Парк», после чего играл за «Фолдхаус Юнайтед». В 2001 году завершил карьеру игрока.

## Достижения
- Обладатель Молодёжного кубка Англии: 1992[5]
- Награда Дензила Харуна лучшему резервисту года: 1992/93[3]